# 2024–2025-ös magyar női kézilabda-bajnokság (első osztály)
A 2024–2025-ös magyar női kézilabda-bajnokság a bajnokság 74. kiírása, a címvédő a FTC-Rail Cargo Hungaria csapata. A bajnokságot a Győri Audi ETO KC csapata nyerte, történetük során 18. bajnoki címüket megszerezve.

## Résztvevő csapatok
Az előző idényhez hasonlóan ebben a szezonban is 14 csapat alkotja az NB I mezőnyét. A 2023–2024-es szezon végén kiesett a Nemzeti Kézilabda Akadémia, valamint a Kozármislenyi Kézilabda Akadémia. Helyükre az NB I/B első két helyezettje, a MOL Esztergom és a Szombathelyi KKA került.
| Klub név                | Székhely        |
| ----------------------- | --------------- |
| Alba Fehérvár KC        | Székesfehérvár  |
| Moyra-Budaörs Handball  | Budaörs         |
| DVSC SCHAEFFLER         | Debrecen        |
| Dunaújvárosi Kohász KA  | Dunaújváros     |
| FTC-Rail Cargo Hungaria | Budapest        |
| Győri Audi ETO KC       | Győr            |
| Kisvárda Master Good SE | Kisvárda        |
| MOL Esztergom           | Esztergom       |
| Mosonmagyaróvári KC SE  | Mosonmagyaróvár |
| MTK Budapest            | Budapest        |
| Szombathelyi KKA        | Szombathely     |
| Békéscsabai Előre NKSE  | Békéscsaba      |
| Vasas SC                | Budapest        |
| Váci NKSE               | Vác             |

## A bajnokság állása
| Hely. | Csapat                  | M  | Gy | D | V  | G+  | G–  | Gk   | P  | Továbbjutás                |
| ----- | ----------------------- | -- | -- | - | -- | --- | --- | ---- | -- | -------------------------- |
| 1.    | Győri Audi ETO          | 26 | 25 | 0 | 1  | 979 | 617 | +362 | 50 | Bajnokok Ligája-csoportkör |
| 2.    | FTC-Rail Cargo Hungaria | 26 | 24 | 1 | 1  | 927 | 645 | +282 | 49 | Bajnokok Ligája-csoportkör |
| 3.    | MOL Esztergom           | 26 | 21 | 0 | 5  | 653 | 781 | −128 | 42 | Európa-liga 3.selejtezőkör |
| 4.    | DVSC SCHAEFFLER         | 26 | 20 | 2 | 4  | 851 | 691 | +160 | 42 | Bajnokok Ligája-csoportkör |
| 5.    | Mosonmagyaróvári KC     | 26 | 12 | 2 | 12 | 749 | 792 | −43  | 26 | Európa-liga 2.selejtezőkör |
| 6.    | Kisvárda Master Good    | 26 | 11 | 2 | 13 | 655 | 735 | −80  | 24 |                            |
| 7.    | Váci NKSE               | 26 | 12 | 0 | 14 | 752 | 787 | −35  | 24 |                            |
| 8.    | Szombathelyi KKA        | 26 | 9  | 5 | 12 | 738 | 814 | −76  | 23 |                            |
| 9.    | Alba Fehérvár           | 26 | 8  | 1 | 17 | 713 | 767 | −54  | 17 |                            |
| 10.   | Dunaújvárosi Kohász     | 26 | 7  | 2 | 17 | 771 | 865 | −94  | 16 |                            |
| 11.   | Moyra-Budaörs           | 26 | 7  | 2 | 17 | 692 | 820 | −128 | 16 |                            |
| 12.   | Vasas SC                | 26 | 6  | 2 | 18 | 711 | 845 | −134 | 14 |                            |
| 13.   | MTK Budapest            | 26 | 5  | 1 | 20 | 749 | 881 | −132 | 11 | Kiesett az NB I/B-be       |
| 14.   | Békéscsabai Előre NKSE  | 26 | 4  | 2 | 20 | 718 | 813 | −95  | 10 | Kiesett az NB I/B-be       |

## Kereszttáblázat
| Hazai \ Vendég  | ETO   | FTC   | ESZ   | DEB   | MOS   | KIS   | VÁC   | SZO   | FEH   | DUN   | ÖRS   | VAS   | MTK   | BÉK   |
| --------------- | ----- | ----- | ----- | ----- | ----- | ----- | ----- | ----- | ----- | ----- | ----- | ----- | ----- | ----- |
| Győr            | —     | 32–24 | 43–20 | 29–28 | 32–21 | 39–17 | 47–20 | 32–22 | 34–23 | 42–21 | 39–23 | 42–15 | 38–23 | 37–26 |
| Ferencvárosi TC | 23–18 | —     | 37–28 | 41–24 | 37–18 | 25–20 | 42–32 | 46–20 | 38–24 | 41–31 | 38–18 | 39–21 | 41–22 | 35–27 |
| Esztergom       | 24–45 | 30–34 | —     | 21–22 | 35–30 | 27–19 | 27–25 | 35–22 | 25–23 | 37–24 | 36–26 | 30–26 | 49–35 | 36–27 |
| Debrecen        | 28–36 | 26–26 | 28–34 | —     | 39–22 | 35–23 | 36–28 | 32–20 | 34–28 | 36–25 | 28–28 | 38–24 | 43–33 | 42–23 |
| Mosonmagyaróvár | 22–45 | 23–29 | 31–32 | 29–31 | —     | 27–27 | 25–26 | 33–30 | 35–27 | 35–32 | 35–29 | 25–20 | 36–36 | 31–27 |
| Kisvárda        | 23–37 | 21–36 | 21–31 | 20–30 | 31–28 | —     | 28–23 | 34–34 | 30–27 | 28–24 | 31–22 | 31–27 | 29–28 | 23–19 |
| Vác             | 26–36 | 24–36 | 29–30 | 23–28 | 31–26 | 26–25 | —     | 32–30 | 28–26 | 39–27 | 25–28 | 25–22 | 39–30 | 32–33 |
| Szombathely     | 20–40 | 18–36 | 26–28 | 26–27 | 31–35 | 30–21 | 37–34 | —     | 34–31 | 31–31 | 29–28 | 30–30 | 32–24 | 29–36 |
| Fehérvár        | 29–31 | 21–32 | 28–31 | 27–32 | 32–29 | 22–18 | 32–26 | 23–23 | —     | 26–29 | 34–29 | 36–34 | 31–26 | 33–29 |
| Dunaújváros     | 29–44 | 32–37 | 29–34 | 23–37 | 29–31 | 30–24 | 32–30 | 27–34 | 37–29 | —     | 39–25 | 32–32 | 36–30 | 37–35 |
| Budaörs         | 26–41 | 24–37 | 25–36 | 23–36 | 25–29 | 27–30 | 25–29 | 29–36 | 24–22 | 33–28 | —     | 32–34 | 32–30 | 28–28 |
| Vasas           | 26–40 | 32–37 | 33–35 | 24–39 | 28–34 | 28–29 | 27–36 | 30–33 | 32–28 | 31–30 | 22–28 | —     | 27–26 | 28–27 |
| MTK             | 30–43 | 27–42 | 24–28 | 30–38 | 26–30 | 0–10  | 27–35 | 34–25 | 26–31 | 31–26 | 26–30 | 36–30 | —     | 34–33 |
| Békéscsaba      | 28–37 | 32–38 | 29–30 | 25–34 | 25–29 | 27–23 | 25–29 | 26–26 | 21–20 | 33–31 | 22–25 | 27–28 | 28–29 | —     |

## Góllövőlista
| #  | Játékos           | Csapat                 | Gól |
| -- | ----------------- | ---------------------- | --- |
| 1. | Pődör Rebeka      | Szombathelyi KKA       | 237 |
| 2. | Faragó Lea        | MOL Esztergom          | 183 |
| 3. | Farkas Johanna    | Vasas SC               | 169 |
| 4. | Csíkos Luca       | Váci NKSE              | 164 |
| 5. | Mariana Lopes     | Békéscsabai Előre NKSE | 147 |
| 6. | Ines Ivančok      | Mosonmagyaróvári KC SE | 129 |
| 6. | Afentaler Sára    | Váci NKSE              | 129 |
| 8. | Töpfner Alexandra | Dunaújvárosi Kohász    | 125 |
| 9. | Bruna de Paula    | Győri Audi ETO KC      | 117 |
| 9. | Larissa Kalaus    | Kisvárda Master Good   | 117 |
| 9. | Szilovics Fanni   | Vasas SC               | 117 |